# Bóng đá tại Thế vận hội Mùa hè 2020 - Nam (Bảng D)
Bảng D của giải bóng đá nam tại Thế vận hội Mùa hè 2020 đang diễn ra từ ngày 22 đến ngày 28 tháng 7 năm 2021 ở Sân vận động Miyagi của Rifu, sân vận động Saitama của Saitama và sân vận động Quốc tế Yokohama của Yokohama. Bảng này bao gồm đương kim huy chương vàng Brasil, Đức, Bờ Biển Ngà và Ả Rập Xê Út. Hai đội đứng đầu sẽ giành quyền vào vòng đấu loại trực tiếp.

## Các đội tuyển
| Vị trí bốc thăm | Đội tuyển   | Nhóm | Liên đoàn | Tư cách của vượt qua vòng loại                                 | Ngày của vượt qua vòng loại | Tham dự Thế vận hội | Tham dự cuối cùng | Thành tích tốt nhất lần trước |
| --------------- | ----------- | ---- | --------- | -------------------------------------------------------------- | --------------------------- | ------------------- | ----------------- | ----------------------------- |
| D1              | Brasil      | 1    | CONMEBOL  | Á quân Giải bóng đá nam Thế vận hội Mùa hè 2020 khu vực Nam Mỹ | 9 tháng 2 năm 2020          | 14 lần              | 2016              | Huy chương vàng (2016)        |
| D2              | Đức         | 2    | UEFA      | Á quân Giải vô địch bóng đá U-21 châu Âu 2019                  | 30 tháng 6 năm 2019         | 10 lần              | 2016              | Huy chương bạc (2016)         |
| D3              | Bờ Biển Ngà | 3    | CAF       | Á quân Cúp bóng đá U-23 các quốc gia châu Phi 2019             | 22 tháng 11 năm 2019        | 2 lần               | 2008              | Hạng 6 (2008)                 |
| D4              | Ả Rập Xê Út | 4    | AFC       | Á quân Giải vô địch bóng đá U-23 châu Á 2020                   | 30 tháng 6 năm 2019         | 3 lần               | 1996              | Hạng 15 (1996)                |

## Bảng xếp hạng
| VT | Đội         | ST | T | H | B | BT | BB | HS | Đ | Giành quyền tham dự |
| -- | ----------- | -- | - | - | - | -- | -- | -- | - | ------------------- |
| 1  | Brasil      | 3  | 2 | 1 | 0 | 7  | 3  | +4 | 7 | Tứ kết              |
| 2  | Bờ Biển Ngà | 3  | 1 | 2 | 0 | 3  | 2  | +1 | 5 | Tứ kết              |
| 3  | Đức         | 3  | 1 | 1 | 1 | 6  | 7  | −1 | 4 |                     |
| 4  | Ả Rập Xê Út | 3  | 0 | 0 | 3 | 4  | 8  | −4 | 0 |                     |

Trong tứ kết,
- Đội nhất bảng D sẽ giành quyền để thi đấu với đội nhì bảng C.
- Đội nhì bảng D sẽ giành quyền để thi đấu với đội nhất bảng C.

## Các trận đấu

### Bờ Biển Ngà v Ả Rập Xê Út
| Bờ Biển Ngà                       | 2–1                              | Ả Rập Xê Út    |
| --------------------------------- | -------------------------------- | -------------- |
| - Al-Amri 39' (l.n.) - Kessié 66' | Chi tiết (TOCOG) Chi tiết (FIFA) | Al-Dawsari 44' |

| Bờ Biển Ngà | Ả Rập Xê Út |

| GK               | 16 | Ira Eliezer Tapé    |       |       |
| RB               | 6  | Wilfried Singo      |       |       |
| CB               | 4  | Kouadio-Yves Dabila |       |       |
| CB               | 3  | Eric Bailly         |       |       |
| LB               | 5  | Ismaël Diallo       |       |       |
| CM               | 12 | Eboue Kouassi       |       |       |
| CM               | 7  | Idrissa Doumbia     |       | 65'   |
| RW               | 10 | Amad Diallo         |       | 90+2' |
| AM               | 8  | Franck Kessié       | 73'   |       |
| LW               | 15 | Max Gradel (c)      | 86'   | 90+1' |
| CF               | 11 | Christian Kouamé    |       |       |
| Cầu thủ dự bị:   |    |                     |       |       |
| FW               | 9  | Youssouf Dao        |       | 65'   |
| FW               | 20 | Aboubacar Doumbia   | 90+7' | 90+1' |
| MF               | 18 | Cheick Timité       |       | 90+2' |
| Huấn luyện viên: |    |                     |       |       |
| Soualiho Haïdara |    |                     |       |       |

| GK               | 12 | Mohammed Al Rubaie  |       |     |
| RB               | 2  | Saud Abdulhamid     |       |     |
| CB               | 5  | Abdulelah Al-Amri   |       | 76' |
| CB               | 4  | Abdulbasit Hindi    |       |     |
| LB               | 13 | Yasser Al-Shahrani  |       |     |
| CM               | 7  | Salman Al-Faraj (c) | 90+7' |     |
| CM               | 14 | Ali Al-Hassan       |       | 76' |
| RW               | 15 | Ayman Yahya         |       | 68' |
| AM               | 6  | Sami Al-Najei       | 80'   |     |
| LW               | 10 | Salem Al-Dawsari    |       |     |
| CF               | 9  | Abdullah Al-Hamdan  |       | 63' |
| Cầu thủ dự bị:   |    |                     |       |     |
| MF               | 18 | Abdulrahman Ghareeb |       | 63' |
| MF               | 17 | Ayman Al-Khulaif    |       | 68' |
| FW               | 11 | Khalid Al-Ghannam   |       | 76' |
| DF               | 16 | Khalifah Al-Dawsari |       | 76' |
| Huấn luyện viên: |    |                     |       |     |
| Saad Al-Shehri   |    |                     |       |     |

| Trợ lý trọng tài: Mark Rule (New Zealand) Tevita Makasini (Tahiti) Trọng tài thứ tư: Orel Grinfeld (Israel) Trợ lý trọng tài video: Paweł Raczkowski (Ba Lan) Trợ lý trọng tài video bổ sung: Roi Reinshreiber (Israel) |

### Brasil v Đức
| Brasil                                      | 4–2                              | Đức                    |
| ------------------------------------------- | -------------------------------- | ---------------------- |
| - Richarlison 7', 22', 30' - Paulinho 90+5' | Chi tiết (TOCOG) Chi tiết (FIFA) | - Amiri 57' - Ache 84' |

| Brasil | Đức |

| GK               | 1  | Santos          |     |     |
| RB               | 13 | Dani Alves (c)  |     |     |
| CB               | 15 | Nino            |     |     |
| CB               | 3  | Diego Carlos    |     |     |
| LB               | 6  | Guilherme Arana |     |     |
| CM               | 5  | Douglas Luiz    | 83' |     |
| CM               | 8  | Bruno Guimarães |     |     |
| RW               | 11 | Antony          |     | 74' |
| AM               | 20 | Claudinho       |     | 65' |
| LW               | 10 | Richarlison     |     | 74' |
| CF               | 9  | Matheus Cunha   |     |     |
| Cầu thủ dự bị:   |    |                 |     |     |
| FW               | 17 | Malcom          |     | 65' |
| FW               | 7  | Paulinho        |     | 74' |
| MF               | 19 | Reinier         |     | 74' |
| Huấn luyện viên: |    |                 |     |     |
| André Jardine    |    |                 |     |     |

| GK               | 1  | Florian Müller        |         |     |
| RB               | 2  | Benjamin Henrichs     | 86'     |     |
| CB               | 5  | Amos Pieper           | 26'     | 46' |
| CB               | 4  | Felix Uduokhai        |         |     |
| LB               | 3  | David Raum            |         |     |
| CM               | 13 | Arne Maier            |         |     |
| CM               | 17 | Anton Stach           | 59'     | 81' |
| CM               | 8  | Maximilian Arnold (c) | 35' 63' |     |
| RF               | 7  | Marco Richter         |         | 68' |
| CF               | 10 | Max Kruse             |         | 68' |
| LF               | 11 | Nadiem Amiri          |         | 74' |
| Cầu thủ dự bị:   |    |                       |         |     |
| DF               | 15 | Jordan Torunarigha    | 87'     | 46' |
| MF               | 6  | Ragnar Ache           |         | 68' |
| MF               | 18 | Eduard Löwen          |         | 68' |
| FW               | 9  | Cedric Teuchert       |         | 74' |
| DF               | 16 | Keven Schlotterbeck   |         | 81' |
| Huấn luyện viên: |    |                       |         |     |
| Stefan Kuntz     |    |                       |         |     |

| Trợ lý trọng tài: David Moran (El Salvador) Zachari Zeegelaar (Suriname) Trọng tài thứ tư: Georgi Kabakov (Bulgaria) Trợ lý trọng tài video: Marco Guida (Ý) Trợ lý trọng tài video bổ sung: Erick Miranda (México) |

### Brasil v Bờ Biển Ngà
| Brasil | 0–0                              | Bờ Biển Ngà |
| ------ | -------------------------------- | ----------- |
|        | Chi tiết (TOCOG) Chi tiết (FIFA) |             |

| Brasil | Bờ Biển Ngà |

| GK               | 1  | Santos          |
| RB               | 13 | Dani Alves (c)  |
| CB               | 15 | Nino            |
| CB               | 3  | Diego Carlos    |
| LB               | 6  | Guilherme Arana |
| CM               | 5  | Douglas Luiz    |
| CM               | 8  | Bruno Guimarães |
| RW               | 11 | Antony          |
| AM               | 10 | Richarlison     |
| LW               | 20 | Claudinho       |
| CF               | 9  | Matheus Cunha   |
| Huấn luyện viên: |    |                 |
| André Jardine    |    |                 |

| GK               | 16 | Ira Eliezer Tapé    |
| RB               | 6  | Wilfried Singo      |
| CB               | 3  | Eric Bailly         |
| CB               | 4  | Kouadio-Yves Dabila |
| LM               | 5  | Ismaël Diallo       |
| CM               | 12 | Eboue Kouassi       |
| CM               | 17 | Zié Ouattara        |
| RW               | 10 | Amad Diallo         |
| AM               | 8  | Franck Kessié       |
| LW               | 15 | Max Gradel (c)      |
| CF               | 9  | Youssouf Dao        |
| Huấn luyện viên: |    |                     |
| Soualiho Haïdara |    |                     |

| Trợ lý trọng tài: Corey Parker (Hoa Kỳ) Kyle Atkins (Hoa Kỳ) Trọng tài thứ tư: Srđan Jovanović (Serbia) Trợ lý trọng tài video: Edvin Jurisevic (Hoa Kỳ) Trợ lý trọng tài video bổ sung: Mahmoud Mohamed Ashour (Ai Cập) |

### Ả Rập Xê Út v Đức
| Ả Rập Xê Út         | 2–3                              | Đức                                   |
| ------------------- | -------------------------------- | ------------------------------------- |
| - Al-Najei 30', 50' | Chi tiết (TOCOG) Chi tiết (FIFA) | - Amiri 11' - Ache 43' - Uduokhai 75' |

| Ả Rập Xê Út | Đức |

| GK                  | 12 | Mohammed Al Rubaie  |       |     |
| RB                  | 2  | Saud Abdulhamid     |       | 87' |
| CB                  | 5  | Abdulelah Al-Amri   |       |     |
| CB                  | 4  | Abdulbasit Hindi    |       | 86' |
| LB                  | 13 | Yasser Al-Shahrani  |       |     |
| CM                  | 14 | Ali Al-Hassan       |       |     |
| CM                  | 7  | Salman Al-Faraj (c) |       | 86' |
| RW                  | 17 | Ayman Al-Khulaif    |       | 69' |
| AM                  | 6  | Sami Al-Najei       |       |     |
| LW                  | 10 | Salem Al-Dawsari    |       |     |
| CF                  | 9  | Abdullah Al-Hamdan  | 90+5' |     |
| Vào sân thay người: |    |                     |       |     |
| FW                  | 18 | Abdulrahman Ghareeb |       | 69' |
| FW                  | 15 | Ayman Yahya         |       | 86' |
| DF                  | 16 | Khalifah Al-Dawsari |       | 86' |
| DF                  | 3  | Hamad Al-Yami       |       | 87' |
| Huấn luyện viên:    |    |                     |       |     |
| Saad Al-Shehri      |    |                     |       |     |

| GK                  | 1  | Florian Müller      |     |     |
| RB                  | 2  | Benjamin Henrichs   |     |     |
| CB                  | 5  | Amos Pieper         | 68' |     |
| CB                  | 4  | Felix Uduokhai      |     |     |
| LB                  | 3  | David Raum          |     |     |
| CM                  | 13 | Arne Maier          |     | 70' |
| CM                  | 18 | Eduard Löwen        |     |     |
| RW                  | 6  | Ragnar Ache         |     | 83' |
| AM                  | 11 | Nadiem Amiri        |     | 73' |
| LW                  | 9  | Cedric Teuchert     |     | 70' |
| CF                  | 10 | Max Kruse (c)       |     |     |
| Vào sân thay người: |    |                     |     |     |
| MF                  | 17 | Anton Stach         |     | 70' |
| DF                  | 15 | Jordan Torunarigha  |     | 70' |
| DF                  | 16 | Keven Schlotterbeck |     | 73' |
| FW                  | 7  | Marco Richter       |     | 83' |
| Huấn luyện viên:    |    |                     |     |     |
| Stefan Kuntz        |    |                     |     |     |

| Trợ lý trọng tài: Arsenio Marengula (Mozambique) Souru Phatsoane (Lesotho) Trọng tài thứ tư: Matthew Conger (New Zealand) Trợ lý trọng tài video: Phó Minh (Trung Quốc) Trợ lý trọng tài video bổ sung: Tiago Martins (Bồ Đào Nha) |

### Ả Rập Xê Út v Brasil
| Ả Rập Xê Út   | 1–3                              | Brasil                               |
| ------------- | -------------------------------- | ------------------------------------ |
| - Al-Amri 27' | Chi tiết (TOCOG) Chi tiết (FIFA) | - Cunha 14' - Richarlison 76', 90+1' |

| Ả Rập Xê Út | Brazil |

| GK                  | 1  | Amin Bukhari        | 90+4' |     |
| CB                  | 5  | Abdulelah Al-Amri   |       |     |
| CB                  | 16 | Khalifah Al-Dawsari |       |     |
| CB                  | 4  | Abdulbasit Hindi    |       |     |
| RWB                 | 2  | Saud Abdulhamid     |       |     |
| LWB                 | 13 | Yasser Al-Shahrani  | 29'   |     |
| RM                  | 6  | Sami Al-Najei       |       | 61' |
| CM                  | 14 | Ali Al-Hassan       |       | 61' |
| CM                  | 7  | Salman Al-Faraj (c) |       | 89' |
| LM                  | 10 | Salem Al-Dawsari    | 80'   | 89' |
| CF                  | 9  | Abdullah Al-Hamdan  |       | 76' |
| Vào sân thay người: |    |                     |       |     |
| MF                  | 20 | Mukhtar Ali         | 74'   | 61' |
| MF                  | 18 | Abdulrahman Ghareeb |       | 61' |
| FW                  | 19 | Firas Al-Buraikan   |       | 76' |
| MF                  | 11 | Khalid Al-Ghannam   |       | 89' |
| MF                  | 8  | Nasser Al-Omran     |       | 89' |
| Huấn luyện viên:    |    |                     |       |     |
| Saad Al-Shehri      |    |                     |       |     |

| GK                  | 1  | Santos             |     |       |
| RB                  | 13 | Dani Alves (c)     |     |       |
| CB                  | 15 | Nino               |     |       |
| CB                  | 3  | Diego Carlos       |     |       |
| LB                  | 6  | Guilherme Arana    | 26' | 90+1' |
| CM                  | 18 | Matheus Henrique   |     |       |
| CM                  | 8  | Bruno Guimarães    |     | 84'   |
| RW                  | 11 | Antony             |     | 46'   |
| AM                  | 9  | Matheus Cunha      |     | 84'   |
| LW                  | 20 | Claudinho          |     | 71'   |
| CF                  | 10 | Richarlison        |     |       |
| Vào sân thay người: |    |                    |     |       |
| FW                  | 17 | Malcom             |     | 46'   |
| MF                  | 19 | Reinier            |     | 71'   |
| MF                  | 2  | Gabriel Menino     |     | 84'   |
| FW                  | 21 | Gabriel Martinelli |     | 84'   |
| DF                  | 16 | Abner Vinícius     |     | 90+1' |
| Huấn luyện viên:    |    |                    |     |       |
| André Jardine       |    |                    |     |       |

| Trợ lý trọng tài: Mohammed Ibrahim (Sudan) Gilbert Cheruiyot (Kenya) Trọng tài thứ tư: Srđan Jovanović (Serbia) Trợ lý trọng tài video: Benoît Millot (Pháp) Giám sát trợ lý trọng tài video: Tiago Martins (Bồ Đào Nha) |

### Đức v Bờ Biển Ngà
| Đức         | 1–1                              | Bờ Biển Ngà           |
| ----------- | -------------------------------- | --------------------- |
| - Löwen 73' | Chi tiết (TOCOG) Chi tiết (FIFA) | - Henrichs 67' (l.n.) |

| Đức | Bờ Biển Ngà |

| GK                  | 1  | Florian Müller        |     |     |
| RB                  | 2  | Benjamin Henrichs     |     |     |
| CB                  | 15 | Jordan Torunarigha    |     |     |
| CB                  | 4  | Felix Uduokhai        |     |     |
| LB                  | 3  | David Raum            |     |     |
| CM                  | 13 | Arne Maier            |     | 79' |
| CM                  | 8  | Maximilian Arnold (c) | 30' | 46' |
| RW                  | 7  | Marco Richter         |     | 62' |
| AM                  | 10 | Max Kruse             |     |     |
| LW                  | 11 | Nadiem Amiri          |     | 88' |
| CF                  | 6  | Ragnar Ache           |     |     |
| Vào sân thay người: |    |                       |     |     |
| MF                  | 18 | Eduard Löwen          |     | 46' |
| FW                  | 9  | Cedric Teuchert       |     | 62' |
| MF                  | 17 | Anton Stach           |     | 79' |
| DF                  | 16 | Keven Schlotterbeck   |     | 88' |
| Huấn luyện viên:    |    |                       |     |     |
| Stefan Kuntz        |    |                       |     |     |

| GK                  | 16 | Ira Eliezer Tapé    |     |       |
| RB                  | 6  | Wilfried Singo      |     |       |
| CB                  | 3  | Eric Bailly         |     |       |
| CB                  | 4  | Kouadio-Yves Dabila |     |       |
| LB                  | 5  | Ismaël Diallo       |     |       |
| CM                  | 7  | Idrissa Doumbia     |     | 57'   |
| CM                  | 13 | Kader Keïta         | 21' |       |
| RW                  | 11 | Christian Kouamé    | 1'  | 90+3' |
| AM                  | 8  | Franck Kessié       |     |       |
| LW                  | 15 | Max Gradel (c)      |     |       |
| CF                  | 9  | Youssouf Dao        |     |       |
| Vào sân thay người: |    |                     |     |       |
| FW                  | 10 | Amad Diallo         |     | 57'   |
| DF                  | 17 | Zié Ouattara        |     | 90+3' |
| Huấn luyện viên:    |    |                     |     |       |
| Soualiho Haïdara    |    |                     |     |       |

| Trợ lý trọng tài: Nicolás Taran (Uruguay) Richard Trinidad (Uruguay) Trọng tài thứ tư: Chris Beath (Úc) Trợ lý trọng tài video: Mauro Vigliano (Argentina) Giám sát trợ lý trọng tài video: Roi Reinshreiber (Israel) |

## Kỷ luật
Điểm đoạt giải phong cách sẽ được sử dụng như một tiêu chí nếu tổng thể và kỷ lục đối đầu của các đội tuyển được cân bằng. Số thẻ này được tính dựa trên số thẻ vàng và thẻ đỏ nhận được trong tất cả các trận đấu bảng như sau:
- thẻ vàng đầu tiên: trừ 1 điểm;
- thẻ đỏ gián tiếp (thẻ vàng thứ hai): trừ 3 điểm;
- thẻ đỏ trực tiếp: trừ 4 điểm;
- thẻ vàng và thẻ đỏ trực tiếp: trừ 5 điểm;

Chỉ có một trong các khoản khấu trừ trên được áp dụng cho một cầu thủ trong một trận đấu.
| Đội tuyển   | Trận 1   | Trận 1                                    | Trận 1 | Trận 1            | Trận 2   | Trận 2                                    | Trận 2 | Trận 2            | Trận 3   | Trận 3                                    | Trận 3 | Trận 3            | Điểm |
| Đội tuyển   | Thẻ vàng | Thẻ vàng · Thẻ vàng-đỏ (thẻ đỏ gián tiếp) | Thẻ đỏ | Thẻ vàng · Thẻ đỏ | Thẻ vàng | Thẻ vàng · Thẻ vàng-đỏ (thẻ đỏ gián tiếp) | Thẻ đỏ | Thẻ vàng · Thẻ đỏ | Thẻ vàng | Thẻ vàng · Thẻ vàng-đỏ (thẻ đỏ gián tiếp) | Thẻ đỏ | Thẻ vàng · Thẻ đỏ | Điểm |
| ----------- | -------- | ----------------------------------------- | ------ | ----------------- | -------- | ----------------------------------------- | ------ | ----------------- | -------- | ----------------------------------------- | ------ | ----------------- | ---- |
| Ả Rập Xê Út | 2        |                                           |        |                   | 1        |                                           |        |                   | 4        |                                           |        |                   | –7   |
| Brasil      | 1        |                                           |        |                   |          |                                           | 1      |                   | 3        |                                           |        |                   | –8   |
| Bờ Biển Ngà | 2        |                                           | 1      |                   |          | 1                                         |        |                   | 2        |                                           |        |                   | –11  |
| Đức         | 4        | 1                                         |        |                   |          |                                           | 1      |                   | 1        |                                           |        |                   | –12  |